# Monastère de Sukovo
Le monastère de Sukovo (en serbe cyrillique : Манастир Суково ; en serbe latin : Manastir Sukovo) est un monastère orthodoxe serbe situé à Sukovo, dans le district de Pirot et dans la municipalité de Pirot en Serbie. Il est inscrit sur la liste des monuments culturels protégés de la république de Serbie (identifiant no SK 302),.
Le monastère et sont église sont dédiés à la Dormition de la Mère de Dieu,.

## Localisation
Le monastère est situé à 18 km de Pirot, sur la rive droite de la rivière Jerma ; il est entouré par les hautes falaises et les forêts épaisses qui caractérisent les gorges que constitue cette rivière.

## Historique

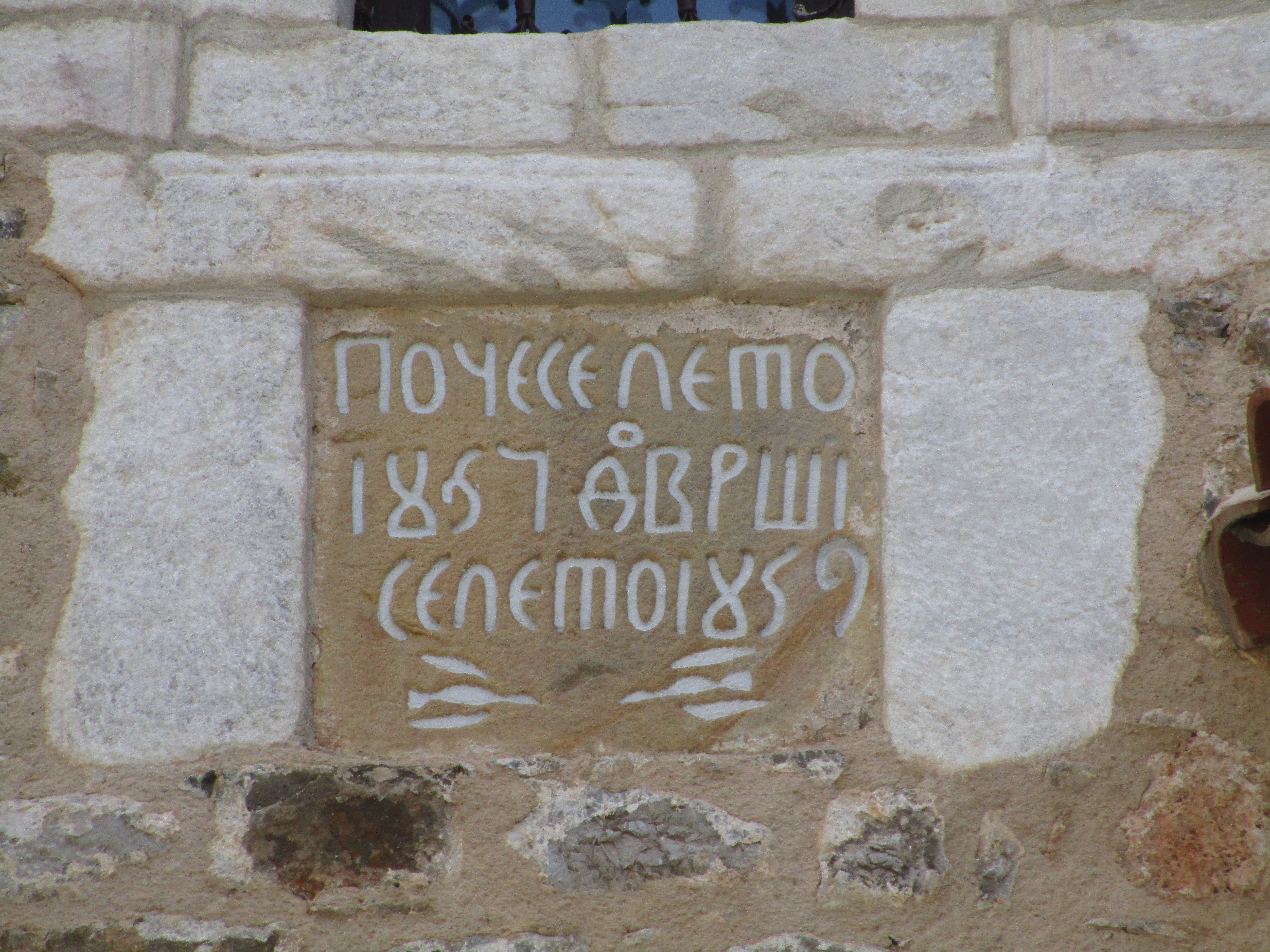
Inscription commémorative de la fondation du monastère

Si l'on en juge d'après l'inscription figurant au-dessus de la fenêtre de la façade occidentale de l'église, le monastère a été construit entre 1857 et 1859.

## Architecture
L'église, dotée de trois absides demi-circulaires, s'inscrit dans un plan tréflé. La nef unique est surmontée d'une coupole et est précédée par un narthex. L'édifice est construit en pierres de taille reliées par un mortier de chaux. Le toit est couvert de tuiles. Quelques fenêtres arrondies éclairent l'espace intérieur.

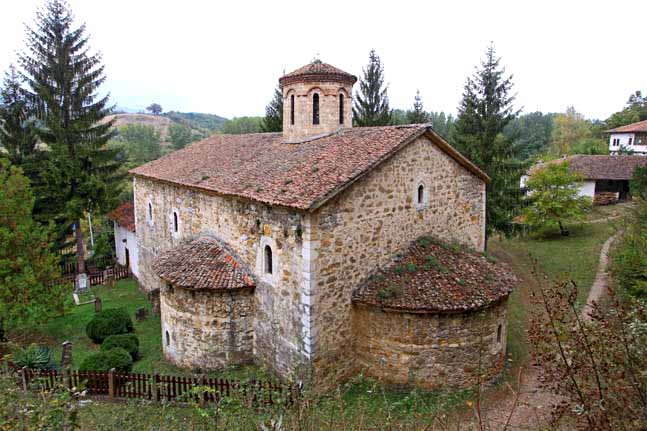
Autre vue de l'église

## Fresques et iconostase
L'église a été ornée de fresques en 1869. L'iconostase, dorée et sculptée de motifs floraux, abrite deux rangées d'icônes, une troisième rangée ayant été détruite pendant la Seconde Guerre mondiale. Le socle porte plusieurs scènes de style baroque empruntées à l'Ancien Testament, tandis que les parties supérieures représentent des scènes du Nouveau Testament, les prophètes et les apôtres ; sur les « portes royales » se trouve une Annonciation. Une icône de l'iconostase, représentant la Dormition de la Mère de Dieu, provient du monastère de Visoka Ržana situé à proximité.

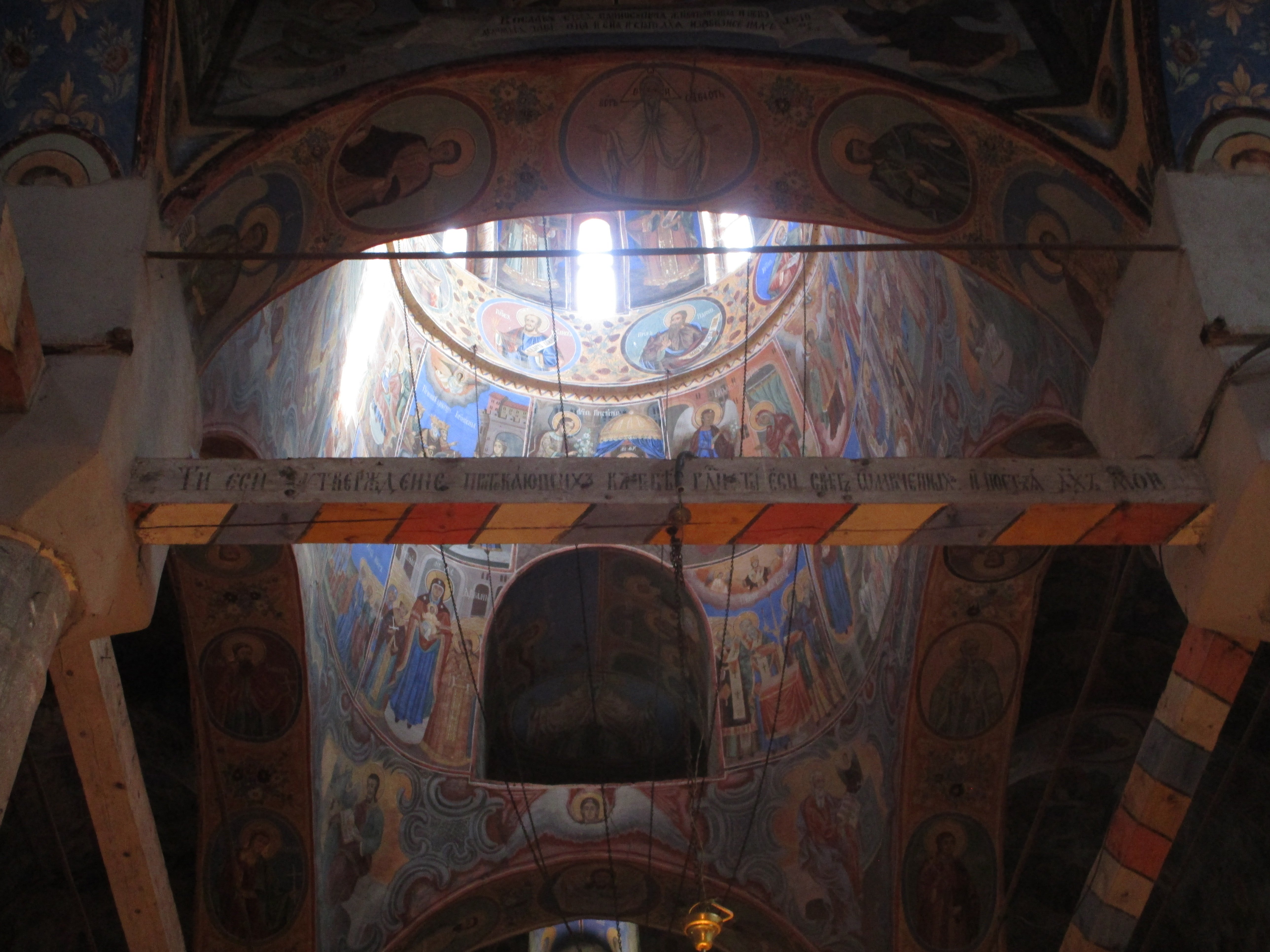
Fresques de la coupole
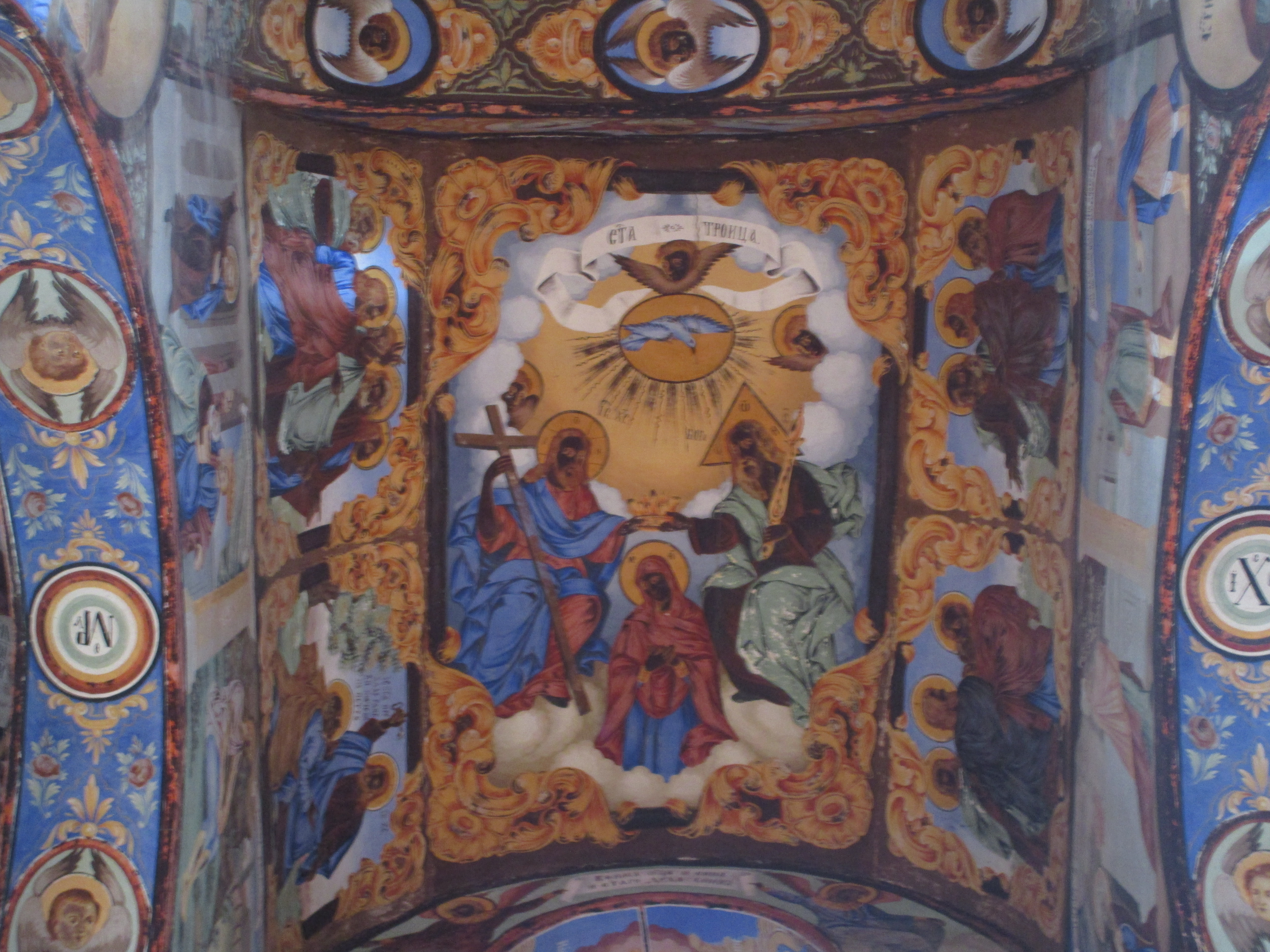
Détail d'une fresque de la coupole
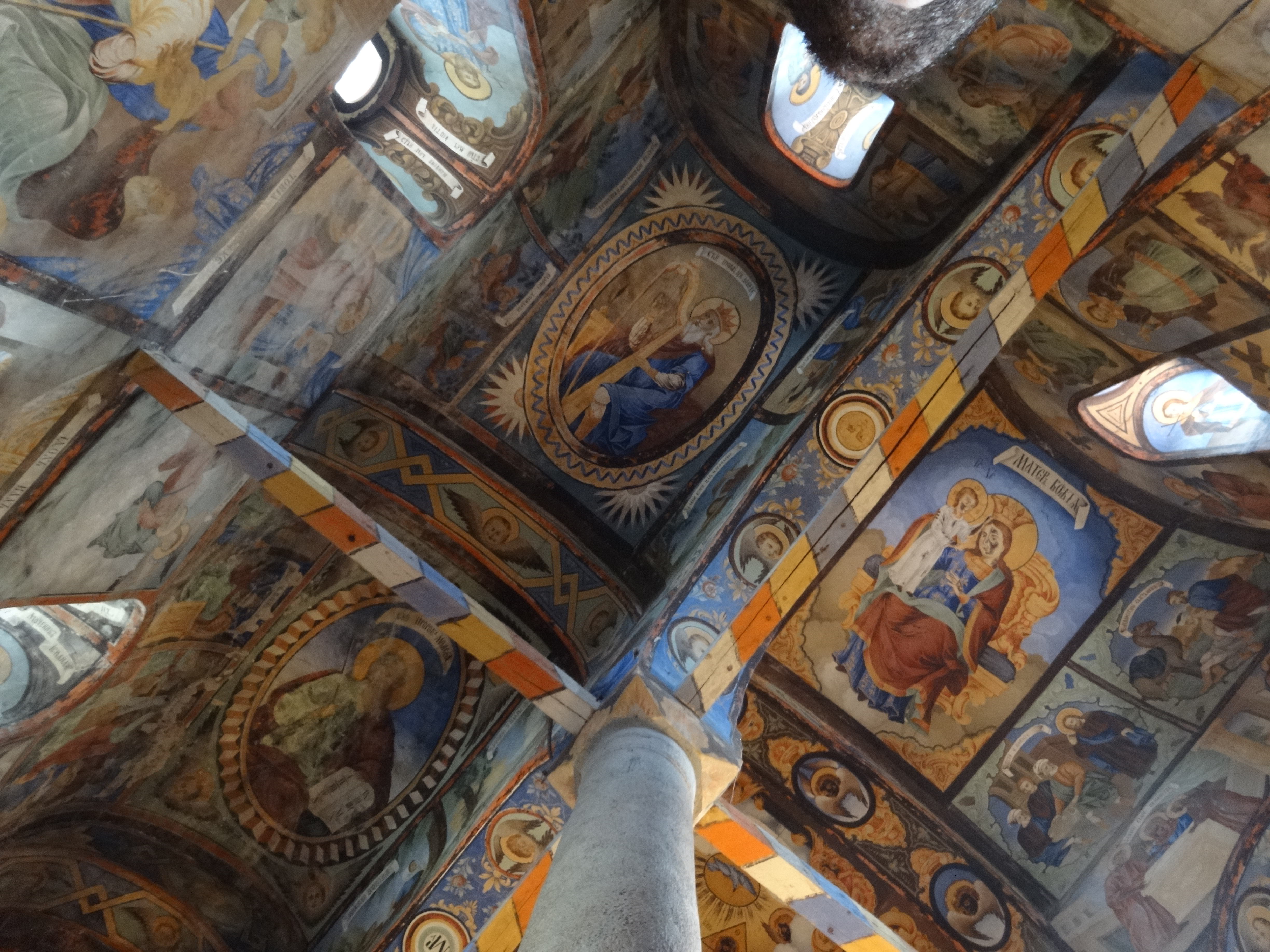
Autre détail d'une fresque
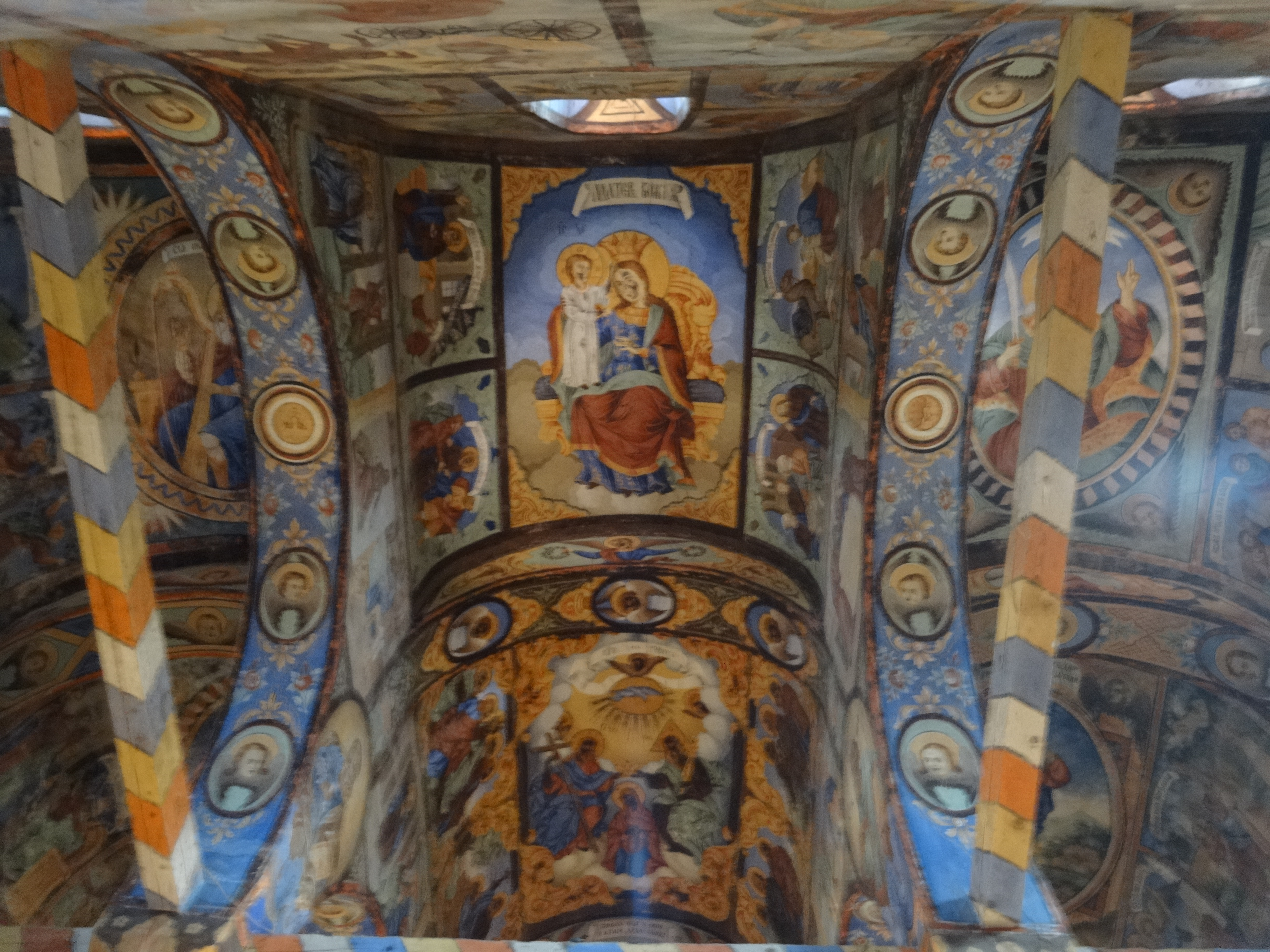
Autre détail d'une fresque
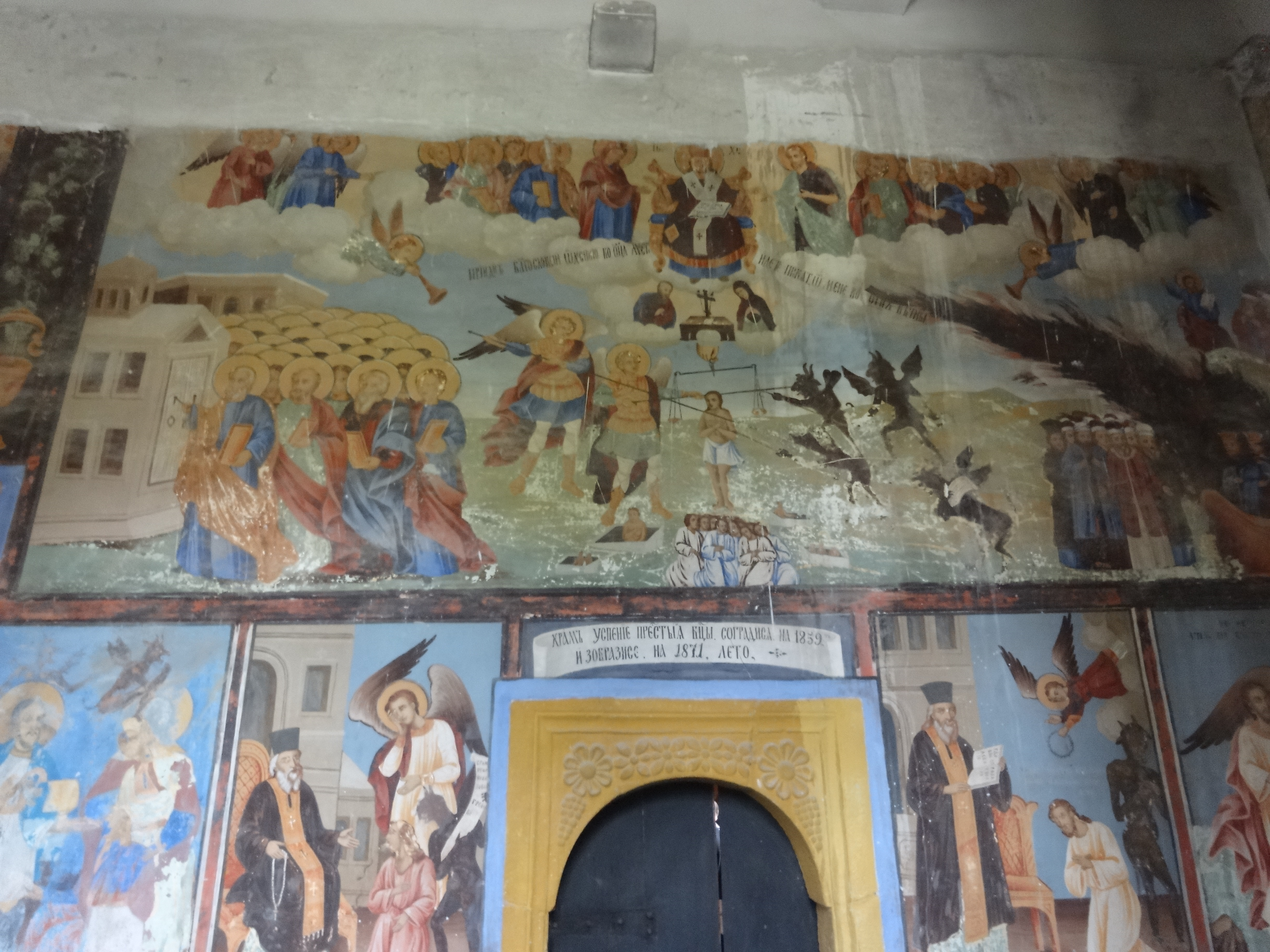
Autre fresque
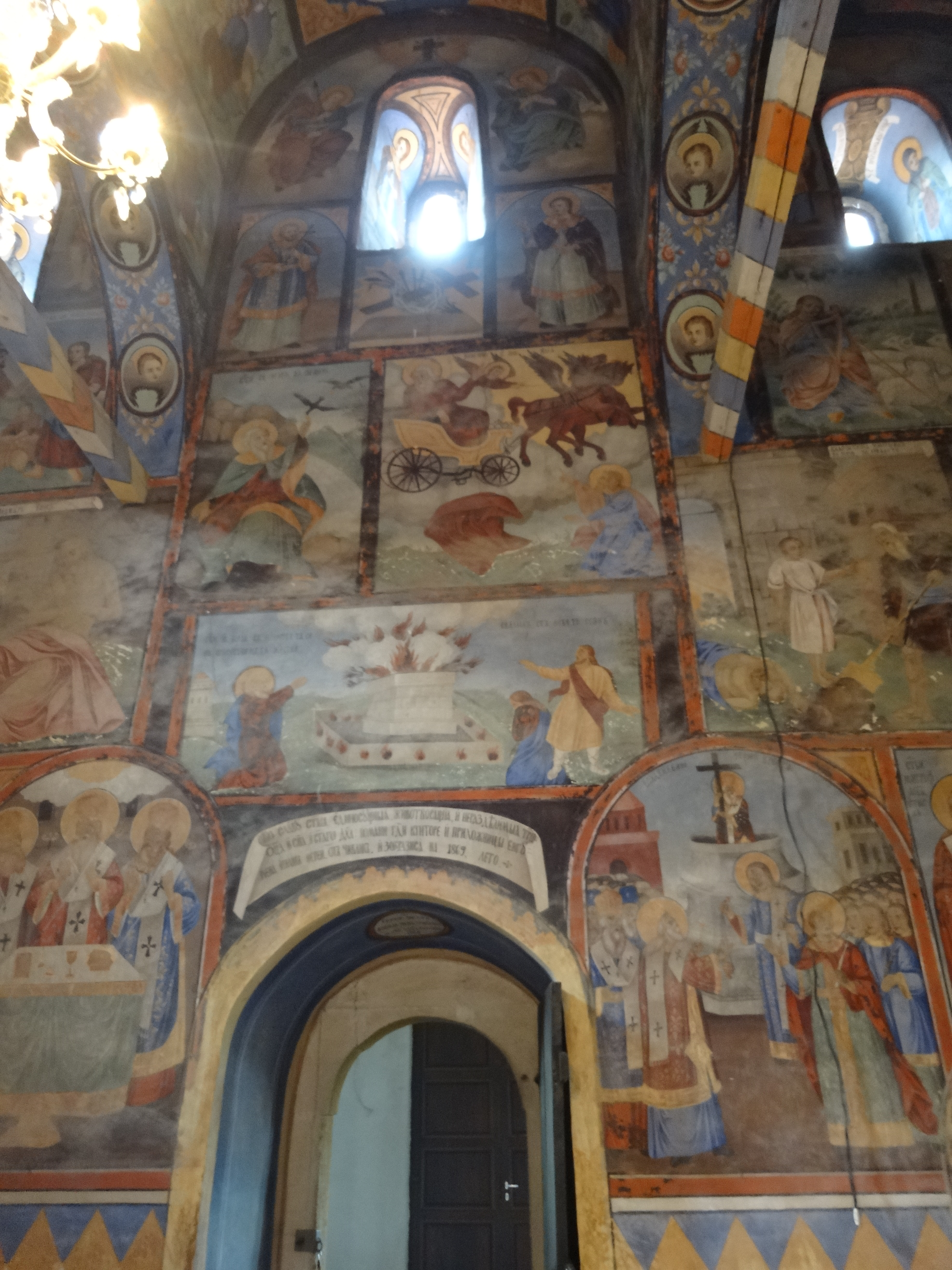
Autre fresque

## Konak
Au sud de l'église, un konak avec une nouvelle salle à manger a été construit à partir de 1974 et achevé en 2003.

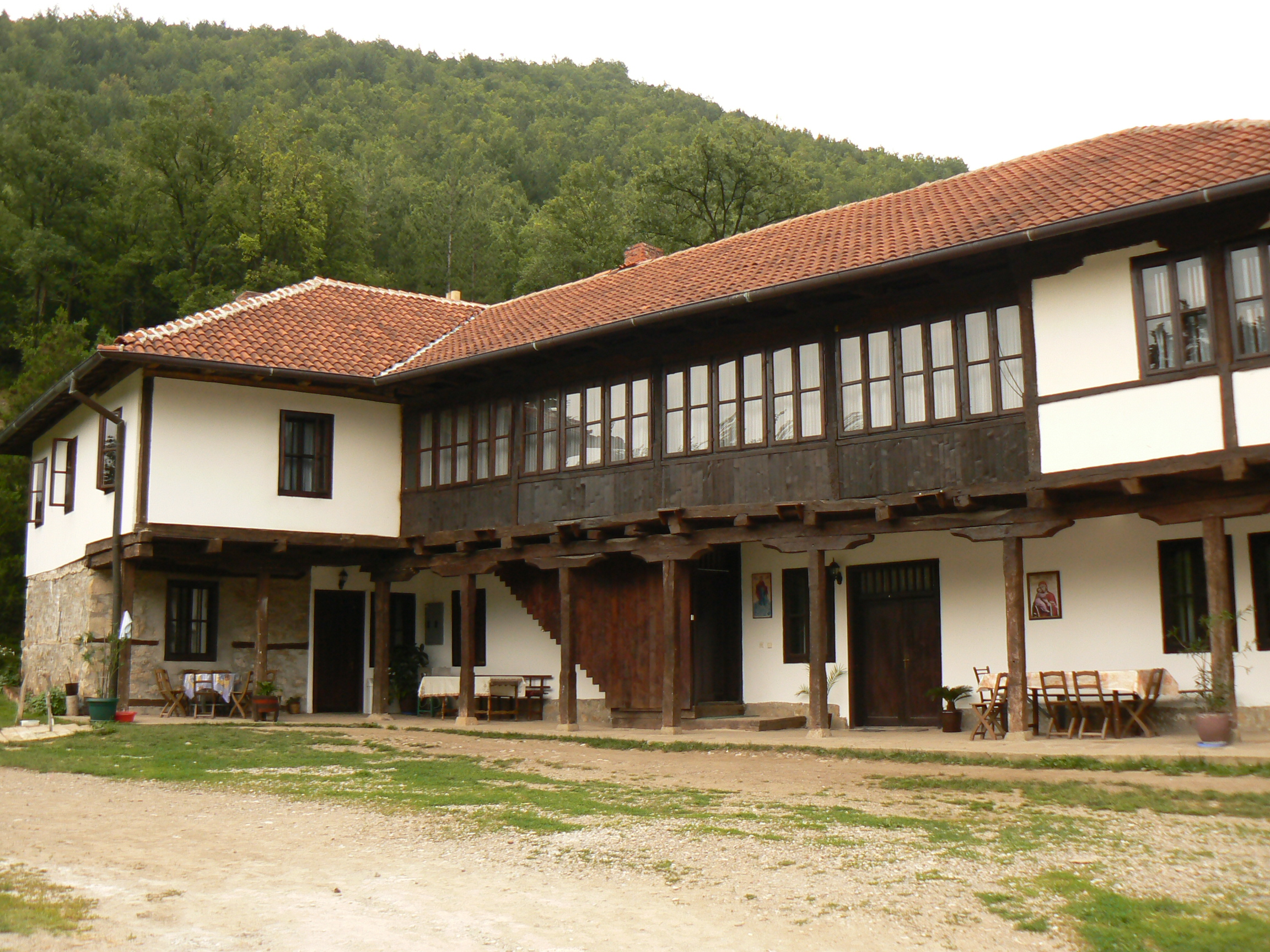
Le konak du monastère